# Третя куля (роман)
«Третя куля» (нім. Die dritte Kugel) — науково-фантастичний роман австрійського письменника Лео Перуца, вперше надрукований 1915 року.

## Сюжет
Граф Грумбах, «дикий граф на Рейні», змушений був покинути свою батьківщину Німеччину в ході конфесіональних воєн XVI століття. З деякими протестантськими фермерами він тікає від католиків аж до Мексики й потрапляє у війну між іспанськими конкістадорами навколо Ернана Кортеса та тубільцями-ацтеками. Грумбах стає на сторону ацтеків. Але німці поступаються іспанській армії, особливо у військовій техніки, бо втратили зброю під час корабельної аварії. Пакт з дияволом нарешті допомагає Грумбаху створити аркебузу з трьома кулями, яку він виграє в грі. Останні, однак, прокляті: попередній власник, якому загрожує страта через втрату зброї, оголошує, що перша куля вб’є його короля, друга — кохання, а третя – самого себе. Насправді, спочатку в битві за Теночтітлан від аркебузи загинув король ацтеків Монтесума II, а потім коханець Грумбаха.
Історія закладена в головний сюжет: старий граф, нині дряхлий найманець на службі у католицького імператора Карла V повернувся в Німеччині, забувши свою особу; маркітант дає йому зілля, яке він може використати, щоб запам'ятати, а інший солдат розповідає історію свого життя. Однак його розстрілюють до того, як граф повністю прийшов до тями, так що Грумбах знову впадає в забуття. Що стаэться з однойменною третьою кулею, залишається відкритим до кінця розумно побудованого роману: чи це снаряд вбиває оповідача в рамках сюжету і, таким чином, заважає Грумбаху знову знайти свою втрачену ідентичність?

## Критика
Гамбурзький літературознавець Ганс-Гаральд Мюллер бачить структуру роману «у зв’язку з проблематизацією его-ідентичності, яка, як відомо, була однією з визначальних тем віденського модернізму. Їх досвідом стало розчинення свідомості безперервної особистості в незв'язній життєвій історії». У тому факті, що Лео Перуц заклав місце знаходження третьої кулі як головоломку, яку не можна було остаточно розгадати, Мюллер визнає характеристику цього автора: «Внесок Перуца в модернізацію роману полягає не в стилістичних новаціях. Він вводить роман у невпинний рух, динамізуючи структуру, апорізуючи інтерпретації зсередини».
Прізвище головного героя та його стосунки з імператором та імперією нагадує Вільгельм фон Грумбах (Грумбахська сварка).